# Ekaterina Makarova (tennista 1996)
Ekaterina Vladimirovna Makarova (in russo Екатерина Владимировна Макарова?; Russia, 15 febbraio 1996) è una tennista russa.

## Carriera
Ekaterina Makarova ha vinto 7 titoli in singolare e 12 titoli nel doppio nel circuito ITF in carriera. Il 20 novembre 2023 ha raggiunto il best ranking mondiale nel singolare, nr 168; il 30 gennaio 2023 ha raggiunto il miglior piazzamento mondiale nel doppio, nr 177.
Non va confusa con l'altra ex tennista russa Ekaterina Makarova, nata nel 1988.
Ha fatto il suo debutto nel circuito maggiore all'Internationaux de Strasbourg 2022, dove riesce a superare le qualificazioni. Al primo turno sconfigge a sorpresa la terza testa di serie Sorana Cîrstea in rimonta, mentre al turno successivo cede alla francese Océane Dodin.
Ha preso parte alle qualificazioni degli Australian Open 2023 e Open di Francia 2023, sempre sconfitta al primo turno.

## Statistiche ITF

### Singolare

#### Vittorie (7)
| Torneo $100.000 (0) |
| Torneo $80.000 (0)  |
| Torneo $60.000 (0)  |
| Torneo $40.000 (0)  |
| Torneo $25.000 (4)  |
| Torneo $15.000 (3)  |

| N. | Data              | Torneo                         | Superficie  | Avversaria in finale | Punteggio     |
| 1. | 25 novembre 2018  | Digicall Futures, Stellenbosch | Cemento     | Anastasija Šaulskaja | 6-4, 6-4      |
| 2. | 2 dicembre 2018   | Digicall Futures, Stellenbosch | Cemento     | Alice Gillan         | 6-2, 6-2      |
| 3. | 9 dicembre 2018   | Digicall Futures, Stellenbosch | Cemento     | Alice Gillan         | 6-4, 6-4      |
| 4. | 31 luglio 2022    | BMW AHG Cup, Horb am Neckar    | Terra rossa | Jaimee Fourlis       | 6-1, 6-0      |
| 5. | 27 novembre 2022  | Nana Heraklion, Heraklion      | Terra rossa | Lina Ǵorčeska        | 6-4, 5-7, 7-5 |
| 6. | 24 settembre 2023 | Naparis Trophy, Slobozia       | Terra rossa | Lucija Ćirić Bagarić | 5-7, 6-4, 7-5 |
| 7. | 27 ottobre 2024   | Heraklion Women's, Heraklion   | Terra rossa | Cristina Dinu        | 4-6, 6-3, 6-3 |

#### Sconfitte (14)
| Torneo $100.000 (0) |
| Torneo $80.000 (0)  |
| Torneo $60.000 (1)  |
| Torneo $40.000 (2)  |
| Torneo $25.000 (7)  |
| Torneo $15.000 (4)  |

| N.  | Data             | Torneo                                                 | Superficie  | Avversaria in finale    | Punteggio     |
| 1.  | 26 agosto 2018   | Moscow Open, Mosca                                     | Terra rossa | Valerija Juščenko       | 0-6, 0-6      |
| 2.  | 19 maggio 2019   | Varberg World Tennis Tour, Varberg                     | Terra rossa | Marina Yudanov          | 3-6, 5-7      |
| 3.  | 28 agosto 2022   | Siers ITF World Tennis Tour Oldenzaal, Oldenzaal       | Terra rossa | Leyre Romero Gormaz     | 4-6, 6(2)-7   |
| 4.  | 9 aprile 2023    | ForteVillage ITF Trophy, Pula                          | Terra rossa | Sonay Kartal            | 6-3, 2-6, 1-6 |
| 5.  | 9 luglio 2023    | Vilas Academy Punta Cana, Punta Cana                   | Terra rossa | Martina Capurro Taborda | 6-1, 4-6, 4-6 |
| 6.  | 16 luglio 2023   | Vilas Academy Punta Cana, Punta Cana                   | Terra rossa | Carlota Martínez Círez  | 3-6, 3-6      |
| 7.  | 12 novembre 2023 | Heraklion Women's, Heraklion                           | Terra rossa | Brenda Fruhvirtová      | 1-6, 3-6      |
| 8.  | 24 dicembre 2023 | Precision Solapur Open, Solapur                        | Cemento     | Sahaja Yamalapalli      | 4-6, 3-6      |
| 9.  | 31 dicembre 2023 | Ganesh Naik ITF Women's Tennis Tournament, Navi Mumbai | Cemento     | Moyuka Uchijima         | 4-6, 1-6      |
| 10. | 24 marzo 2024    | Circuito Feminino Future de Tênis, Campinas            | Terra rossa | Oana Gavrilă            | 2-6, 6-3, 1-6 |
| 11. | 4 agosto 2024    | Boso Ladies Open, Hechingen                            | Terra rossa | Anna Bondár             | 0-6, 2-6      |
| 12. | 9 marzo 2025     | The Tennis Project, Gurgaon                            | Cemento     | Krystina Dzmitruk       | 3-6, 2-6      |
| 13. | 30 marzo 2025    | Heraklion Women's, Heraklion                           | Terra rossa | Laura Hietaranta        | 4-6, 4-6      |
| 14. | 11 maggio 2025   | ForteVillage ITF Trophy, Pula                          | Terra rossa | Oleksandra Olijnjkova   | 4-6, 0-6      |

### Doppio

#### Vittorie (12)
| Torneo $100.000 (0) |
| Torneo $80.000 (0)  |
| Torneo $60.000 (1)  |
| Torneo $40.000 (2)  |
| Torneo $25.000 (7)  |
| Torneo $15.000 (2)  |

| N.  | Data             | Torneo                                                 | Superficie  | Partner             | Rivali in finale                        | Risultato        |
| 1.  | 10 aprile 2021   | Shymkent ITF International Tournament, Şımkent         | Cemento     | Anželika Isaeva     | Sabina Sharipova Ekaterina Jašina       | 7-6(4), 6-3      |
| 2.  | 11 giugno 2021   | Vilnius Cup, Vilnius                                   | Cemento (i) | Anna Morgina        | Justina Mikulskytė Akvilė Paražinskaitė | 6–2, 3–6, [10–2] |
| 3.  | 29 agosto 2021   | Verbier Open, Verbier                                  | Terra rossa | Ėrika Andreeva      | Diāna Marcinkēviča Marija Timofeeva     | 6-1, 6-4         |
| 4.  | 26 febbraio 2022 | Nur-Sultan International Tournament, Nur-Sultan        | Cemento (i) | Linda Nosková       | Anna Sisková Marija Timofeeva           | 6-2, 6-3         |
| 5.  | 5 marzo 2022     | Nur-Sultan Challenger, Nur-Sultan                      | Cemento     | Kamilla Bartone     | Anna Sisková Marija Timofeeva           | 1–6, 7–5, [10–8] |
| 6.  | 30 luglio 2022   | BMW AHG Cup, Horb am Neckar                            | Terra rossa | Ekaterina Rejngol'd | Jaimee Fourlis Alana Parnaby            | 2-6, 6-4, [10-8] |
| 7.  | 5 novembre 2022  | Empire Women's Indoor, Trnava                          | Cemento (i) | Alice Robbe         | Katarína Kužmová Anna Sisková           | 6-3, 7-5         |
| 8.  | 26 novembre 2022 | Nana Heraklion, Heraklion                              | Terra rossa | Oana Gavrilă        | Denislava Gluškova Anastasyja Sobol'eva | 6-1, 6-3         |
| 9.  | 30 dicembre 2023 | Ganesh Naik ITF Women's Tennis Tournament, Navi Mumbai | Cemento     | Kamilla Bartone     | Funa Kozaki Misaki Matsuda              | 6-3, 1-6, [10-7] |
| 10. | 31 agosto 2024   | SIERS ITF World Tennis Tour Oldenzaal, Oldenzaal       | Terra rossa | Polina Kudermetova  | Freya Christie Yuliana Lizarazo         | 6-4, 1-6, [10-7] |
| 11. | 19 ottobre 2024  | Heraklion Women's, Heraklion                           | Terra rossa | Marie Benoît        | Luiza Fullana Michaela Laki             | 7-6(4), 6-1      |
| 12. | 8 marzo 2025     | The Tennis Project, Gurgaon                            | Cemento     | Ekaterina Rejngol'd | Polina Iatcenko Marija Tkačëva          | 2-6, 6-4, [10-7] |

#### Sconfitte (10)
| Torneo $100.000 (0) |
| Torneo $80.000 (0)  |
| Torneo $60.000 (0)  |
| Torneo $40.000 (2)  |
| Torneo $25.000 (4)  |
| Torneo $15.000 (4)  |

| N.  | Data              | Torneo                                                               | Superficie  | Partner             | Rivali in finale                   | Risultato        |
| 1.  | 1º dicembre 2018  | Digicall Futures, Stellenbosch                                       | Cemento     | Sari Stegmann       | Maya Tahan Eva Vedder              | 0-6, 4-6         |
| 2.  | 18 maggio 2019    | Varberg World Tennis Tour, Varberg                                   | Terra rossa | Sadafmoh Tolibova   | Caijsa Hennemann Maria Petrovic    | 6(3)-7, 3-6      |
| 3.  | 27 luglio 2019    | Moscow Open, Mosca                                                   | Terra rossa | Ilona Kramen'       | Amina Anšba Anastasia Dețiuc       | 2-6, 4-6         |
| 4.  | 24 agosto 2019    | ITF Moscow Open, Mosca                                               | Terra rossa | Svjatlana Piraženka | Elina Avanesjan Taisja Pačkaleva   | 2-6, 5-7         |
| 5.  | 22 maggio 2021    | Sibenik Open, Sebenico                                               | Terra rossa | Dar'ja Astachova    | Petra Marčinko Natália Szabanin    | 4-6, 3-6         |
| 6.  | 30 ottobre 2021   | Karaganda Open, Karaganda                                            | Cemento (i) | Ekaterina Kazionova | Tamara Čurović Ekaterina Rejngol'd | 6-2, 3-6, [7-10] |
| 7.  | 18 novembre 2022  | Tournoi International De Tennis Féminin Saint-Étienne, Saint-Étienne | Cemento (i) | Ekaterina Kazionova | Conny Perrin Eden Silva            | 4-6, 6-4, [6-10] |
| 8.  | 21 gennaio 2023   | ITF Women's Bhopal, Bhopal                                           | Cemento     | Ekaterina Rejngol'd | Erina Hayashi Saki Imamura         | 3-6, 6(3)-7      |
| 9.  | 30 settembre 2023 | Kuršumlijska Banja Women's, Kuršumlijska Banja                       | Terra rossa | Anastasija Gasanova | Astra Sharma Valerija Strachova    | 1-6, 4-6         |
| 10. | 6 luglio 2024     | Amstelveen Women's Open, Amstelveen                                  | Terra rossa | Viktorija Kan       | Michaëlla Krajicek Eva Vedder      | w/o              |